# Marc de Maillet
Pour les articles homonymes, voir Maillet.
Marc de Maillet ou Mailliet, né à Bordeaux vers 1568 et mort vers 1628, est un poète français.

## Biographie
Maillet dit lui-même, dans la dédicace de son recueil d’épigrammes, qu’il resta attaché huit ans à la maison de la reine Marguerite de France dont il faisait partie. Ce ne fut sans quelques disgrâces plus ou moins passagères car, la haute opinion de soi et l’humeur satirique de ce poète vaniteux, bizarre, pauvre en firent le jouet de ses contemporains. Il fut, à diverses reprises, momentanément chassé de la cour, sans que pour cela la reine, qui l’aimait, le privât de ses bienfaits. Cependant, plus altéré d’honneur que d’argent, Maillet n’acceptait pas ces gratifications destinées à le dédommager de sa disgrâce, et il n’avait de cesse qu’il n’eut, à force de requêtes en vers, reconquis sa position. Il finit toutefois par être exilé définitivement de la cour.
Le vaniteux Maillet ne pouvait souffrir les représentations : il se cabrait à la critique la plus anodine, et y répondait par d’âpres satires. Vital d’Audiguier ayant un jour trouvé quelque chose à redire dans une ode qu’il avait présentée à la reine Marguerite pour louer son éloquence, il le maltraita en prose et en vers avec violence :
Excrément du Parnasse, erreur de la nature…
Hibou, pour ton faible œil je luis trop vivement :
L’excez de ma lumière est ton aveuglement…
Apprends que Maillet parle ainsi qu’on parle aux cieux,
Et que, s’il ne parloit le langage des dieux,
II ne pourroit parler de cette Marguerite.
D’Audiguier ne demeura pas en reste, et lui répondit sur le même ton.
Maillet était également possédé d’une rage effrénée de réciter des vers à tout venant : il empoignait sa victime par un des boutons de son pourpoint, et ne la lâchait pas qu’il ne l’eût martyrisée à son aise. François Colletet a rapporté qu’une fois, « il arracha à mon père les glands de son rabat et sept boutons de son habit, ce dont il lui fit bien des excuses dès qu’il fut revenu de sa fureur poétique. Encore qu’il fit profession de traîner toujours une espée à son costé, son espée estoit aussy douce que son humeur estoit revesche. » Il se vantait souvent à son ami Guillaume Colletet d’être brave, mais d’être prudent.
Maillet tomba, pour comble de ridicule, éperdument amoureux d’une jeune et charmante personne, Anne Olive, femme d’un conseiller au parlement de Bordeaux, du nom de Jehan. Avec sa mine austère, ses yeux hagards, son poil confus et mêlé, sa haute taille courbée, ses habits que la misère mettait en lambeaux, sou entretien rustique et sauvage, c’était un assez piètre amoureux, et qui n’avait nulle chance de réussir. Il ne laissa pas d’adresser force vers à sa maitresse, et même de lui dédier un recueil tout entier.
Maillet se plaint souvent dans ses poésies de l’extrême indigence dans laquelle il vivait. Assez libéral dès qu’il avait quelque argent, ceci ne contribuait point à l’enrichir. Il était également doué d’un solide appétit, aimant surtout de passion les gigots, passion incommode et ruineuse. Il en avait toujours dix où douze pendus, comme des jambons de Mayence, au plancher de sa chambre, où il les laissait mortifier pour les manger plus tendres, ce qui ne l’empêchait point de s’arrêter dix fois par jour devant les rôtisseries de la rue de la Huchette, et d’en humer les parfums d’un air rêveur et concentré.
Sa pauvreté le réduisait à toutes sortes d’expédients burlesques. Tallemant rapporte qu’il fit un jour marché avec une femme qui chantait sur le Pont-Neuf, et qui lui promit de lui donner un écu pour sa chanson, ou quatre livres si c’était un chef-d’œuvre. Maillet se hâta de livrer le produit de sa verve, mais ce n’étaient qu’« astres » et « soleils » : il ne s’en vendit pas un exemplaire. Furieuse, la chanteuse lui fit un procès et il fallut que Combauld restituât l’écu pour le pauvre poète.
Tournant de plus en plus à la bizarrerie, par suite de ses malheurs, toujours solitaire et mélancolique comme un esprit bourru, il ne tarda pas à devenir le jouet des grands et du peuple. Ses confrères, lui rendant à usure le mépris qu’il leur témoignait et bien aises d’humilier son orgueil, le prirent pour cible de leurs traits les plus piquants. Ce Théophile qui ouvrit le feu dans une de ses premières élégies (À une Dame) :
Il est blesme, transy, solitaire, resveur
La barbe mal peignée, un œil branlant et cave,
Un front tout refrogné, tout le visage have,
Àhanne dans son lit et marmotte tout seul,
Comme un esprit qu’on oit parler dans le linceul,
Grimasse par la rue, et, stupide, retarde
Ses yeux sur un objet sans voir ce qu’il regarde.
Jean Rou, dans ses Mémoires, nous a conservé sur Maillet un sonnet de Claude Le Petit, l’auteur du Paris ridicule, où l’on retrouve absolument les mêmes traits que dans les vers de Théophile.
Saint-Amant appuya rigoureusement, dans sa Gazette du Pont-Neuf, le Melon, et surtout dans son Poëte crotté où il montre Maillet recouvert de l’accoutrement le plus sordide, berné par les pages et les laquais, en permanence aux abords du cheval de bronze et sous le portail des Augustins, où il ramasse d’un air fier, avec des malédictions, les aumônes qu’on lui jette :
Ce vain espouvantail de classe,
Ce pot-pourry d’estranges mœurs,
Ce moine bourru des rimeurs,
Ce chaland de vieille tripière,
Ce faquin orné de rapière,
Cet esprit chaussé de travers,
Ce petit fagotteur de vers.
Il le montre forcé de se dérober par la fuite aux insultes et au mépris :
Après avoir esté vingt ans
Un des plus parfaits sots du temps,
Et s’estre veu, par son mérite,
Fol de la reyne Marguerite,
Qui l’estimoit, Dieu sçait combien !
C’est-à-dire autant comme rien,
À la fin saoul de chiquenaudes,
De taloches, de gringuenaudes...
Et de plusieurs autres caresses
Que dans le Louvre on lui faisoit
Quand son diable l’y conduisoit,
Ce chef-d’œuvre d’une verve bouffonne et exubérante, qu’il ne faut sans doute pas prendre à la lettre, renferme néanmoins, sous la caricature, plus d’un trait de Maillet et donne des renseignements curieux sur ce personnage de rimeur grotesque et dépenaillé.
Maynard, d’Audiguier, Tallemant, lui ont aussi, entre autres, décoché plusieurs flèches. G. Colletet l’a mis en paraître, dans un de ses sonnets, avec Gomez, autre poète contemporain du même acabit, et aussi pauvre que lui : « Gomez et Maillet, lit-on dans les additions du Menagiana, sont parmi nous ce qu’ont été Bavius et Morvius parmi les Latins. » Furetière revint à la charge, dans sa satire des Poètes et dans son Roman bourgeois, où il l’a raillé sous le nom de « Mythiophilacte ».
Les vers de Maillet ont été décrits comme « d’ordinaire raboteux, barbares, contournés, obscurs et souvent inintelligibles », mais un certain mérite a été reconnu à ses épigrammes. L’une de ses meilleurs morceaux dans ce genre a d’ailleurs souvent été attribué à tort à Saint-Amant :
Si Jаques, le roy du savoir,
Ne fut curieux de me voir.
En voiey la cause Infaillible :
C’est que, ravy de mon escrit,
Il crut que j’estois tout esprit,
Et par conséquent invisible.
Maillet a publié : Poésies à la louange de la reine Marguerite ; Paris, 1612, in-8° ; Épigrammes ; Paris, 1620, 1622, in-8°. La dédicace de ce recueil adressée au comte de Luynes abonde en gasconnades des plus réjouissantes. Fr. Colletet parle aussi des Poésies de M. Maillet, dédiées à Mme de Jehan ; Bordeaux, 1616, in-8°, qui sont probablement la même chose que les poèmes, plus ou moins remaniés, adressés à Anne Olive.
Il possédait un magnifique manoir dans la région de Bergerac avec des terres, un étang et une source.

### Sources
- Ferdinand Hoefer, Nouvelle Biographie générale, t. 32, Paris, Firmin-Didot, 1860, p. 883.
- Victor Fournel, La Littérature indépendante et les écrivains oubliés, Paris, Didier, 1862, p. 142-3.
- Guillaume Colletet, Vies des poètes bordelais et périgourdins : Marc de Maillet, Bordeaux, A. Claudin, 1873 (lire en ligne), pages 74-100.
- Gustave Vapereau, Dictionnaire universel des littératures, Paris, Hachette, 1876, p. 1305.